# Mads Søndergaard
Mads Søndergaard (født 26. december 2002) er en dansk fodboldspiller, der spiller midtbane for Viborg FF.
Søndergaard blev officielt en del af førsteholdstruppen i Viborg fra sæsonstart 20/21, men i halvsæsonen forinden nåede han at optræde seks gange for Viborg FF i NordicBet Ligaen, hvoraf de tre gange var fra start.
Søndergaard kommer fra klubbens eget talentmiljø og er søn af tidligere VFF-anfører Preben Søndergaard.